# Delta3 Canis Minoris
Delta3 Canis Minoris (9 Canis Minoris) és una estel de la constel·lació del Ca Menor. Posseeix una ascensió recta de 07h 34m 15.89s i una declinació de +03° 22′ 18.3″. La seva magnitud aparent és igual a 5.83. Considerant la seva distància de 676 anys-llum amb relació a la Terra, la seva magnitud absoluta és igual a −0.75. Pertany a la classe espectral A0Vnn.